# Brarup-Markt

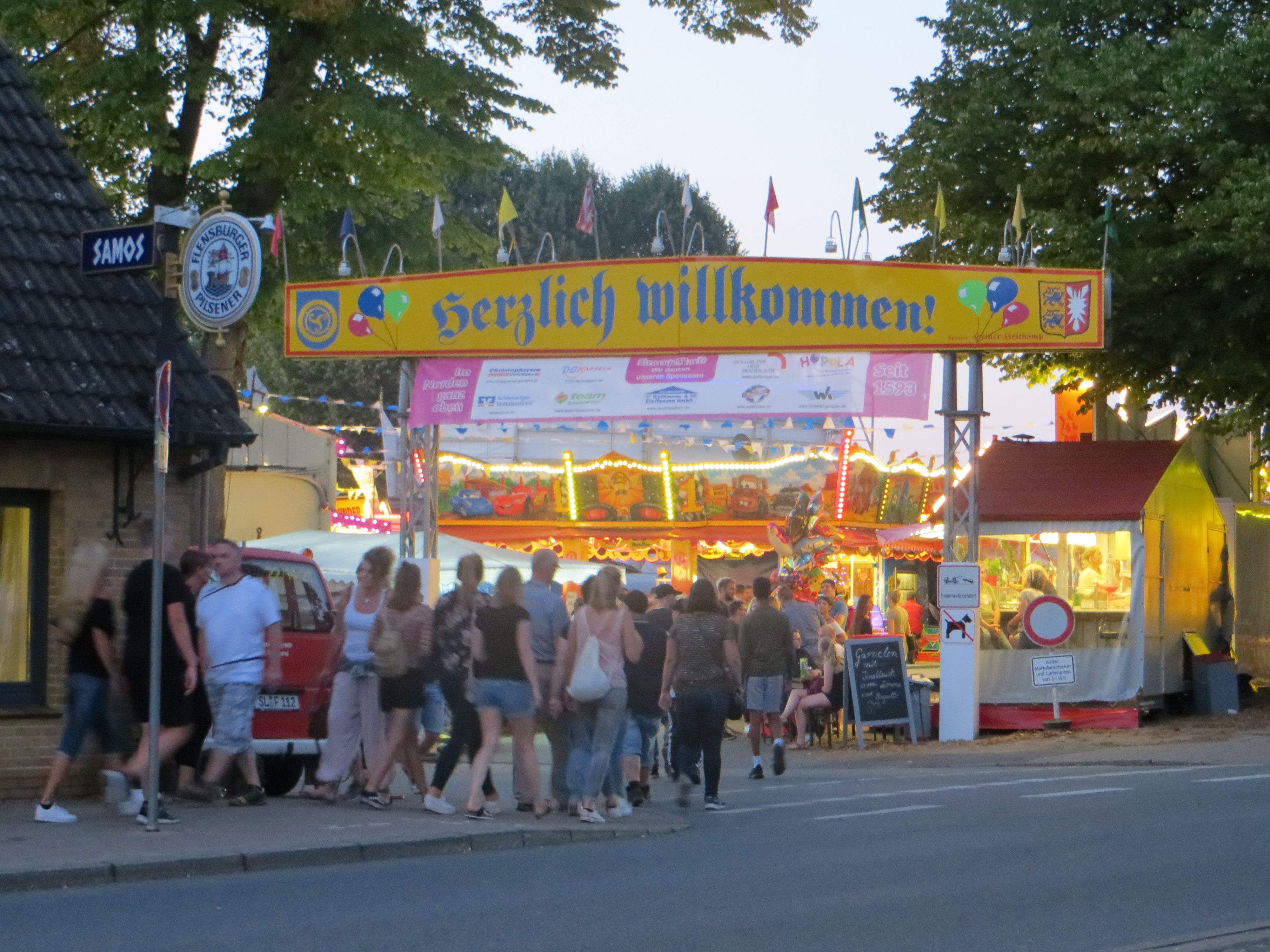
Brarup-Markt 2018

Der Brarup-Markt in Süderbrarup ist der größte ländliche Jahrmarkt Schleswig-Holsteins, welcher jährlich am letzten vollständig im Juli liegenden Wochenende von Freitag bis Dienstag stattfindet. Veranstaltet wurde der Markt vermutlich bereits vor der Christianisierung Angelns im 12. Jahrhundert. Ein konkretes Ursprungsdatum liegt jedoch nicht vor, die aber erste schriftliche Erwähnung geht auf das Jahr 1593 zurück, womit der Brarup-Markt belegt seit über 425 Jahren stattfindet.

## Ursprünge des Marktes

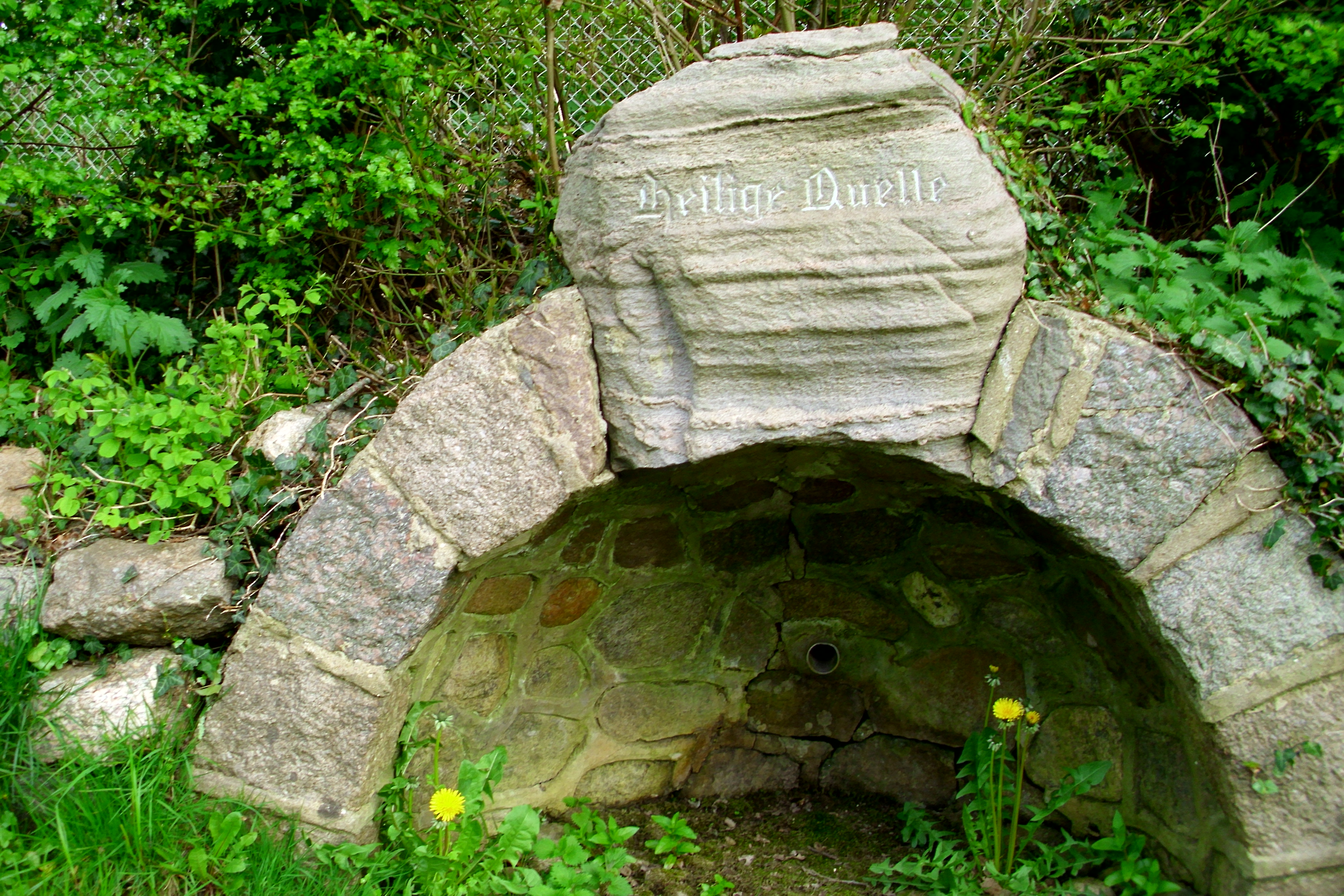
Heilige Quelle in Süderbrarup

Auf der Koppel Boykil in Süderbrarup lag eine  für heilkräftig gehaltene Quelle, welche wohl vor der Christianisierung ein Kultplatz und möglicherweise bis zur Mitte des 13. Jahrhunderts auch die Thingstätte der Schliesharde war. Aufgrund dieser, damals noch in einem Teich austretenden Quelle, wallfahrtete man nach Süderbrarup, da das Quellewasser als heilbringend galt. Infolge der Wallfahrt und der zahlreichen Besucher etablierte sich in unmittelbarer Nähe zur Quelle ein Markt, um reichlich Geschäfte zu machen.

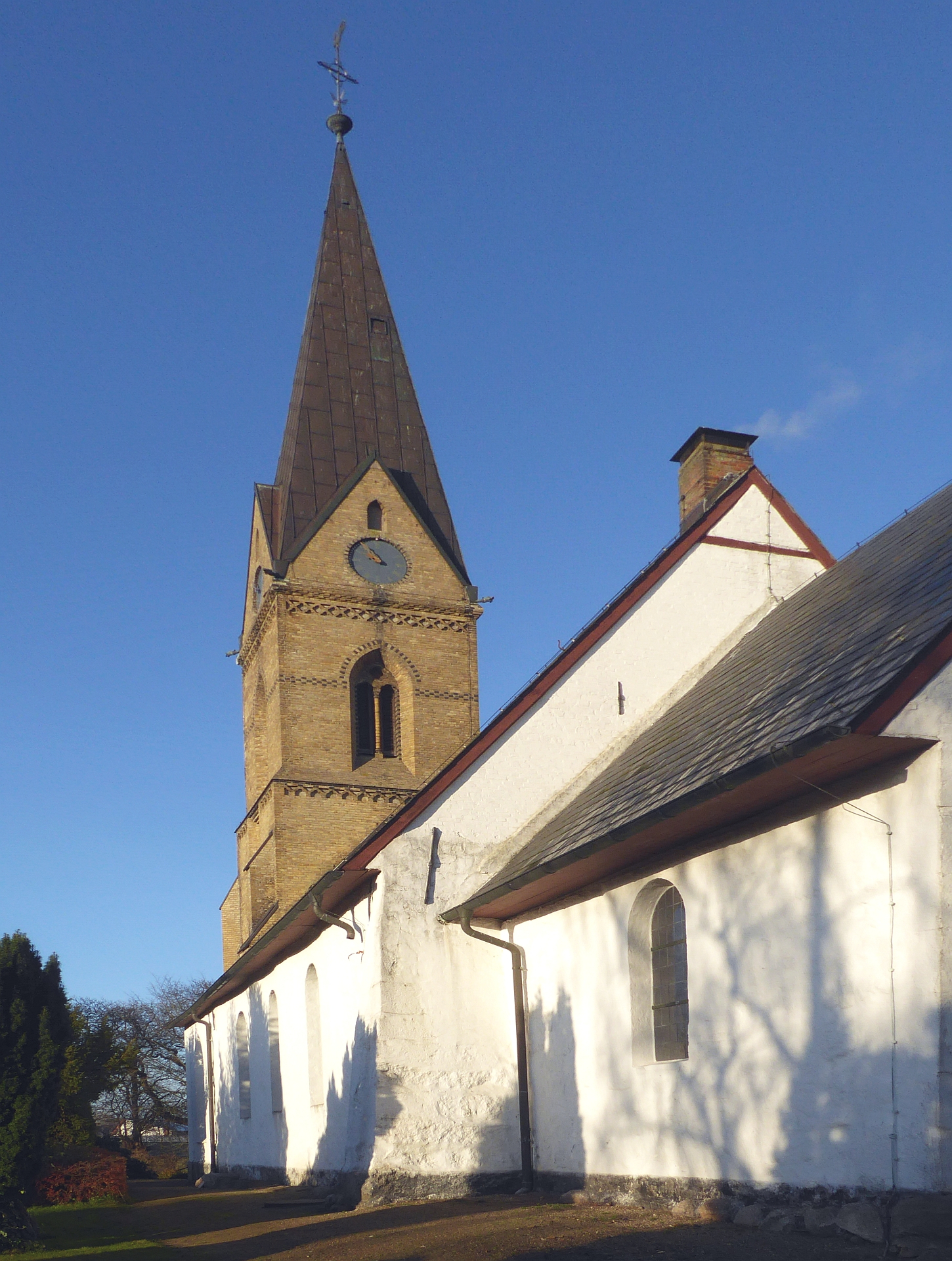
St.-Jacobi-Kirche in Süderbrarup

Die Süderbraruper Kirche, die als Hauptkirche der Schliesharde gilt, wurde Ende des 12. Jahrhunderts, wie damals für gewöhnlich für Hauptkirchen, in unmittelbarer Nähe des Hauptversammlungsplatzes der Harde, also der Quelle, und direkt neben dem Markt errichtet. Wie die Kirche wurde auch die Quelle Jakobus, dem Heiligen der Wallfahrer, geweiht. Entsprechend entwickelte sich der Jakobustag zu dem Tag, an dem jährlich zur Quelle gepilgert wurde und der Markt stattfand. Die St.-Jacobi-Kirche Süderbrarup trägt bis heute die Jakobsmuschel und den Pilgerstab in ihrem Siegel.

## Erste dokumentierte Erwähnung
Die erste schriftliche Erwähnung des Brarup-Marktes geht auf das Jahr 1593 zurück. Hierbei handelte es sich um einen Böeler Bürger, der einem Händler auf dem Brarup-Markt einen Topf zerschlug und deshalb Strafe zahlen musste: „Heinrich Hartichsen zur Böel hat in Braruper Market Henneke Michelsen einen Grapen entzwey geschlagen.“

## Entwicklungen bis zur Gegenwart

Brarup-Markt 2008

Beim Markt handelte es sich zunächst um einen Bauernmarkt, auf dem Dinge des Alltags sowie Tiere verkauft und gehandelt wurden. Heute ist es ein Jahrmarkt mit zahlreichen Ständen und Fahrgeschäften, zu dem Besucher aus der gesamten Umgebung nach Süderbrarup strömen. Er ist das größte und wichtigste Volksfest in Angeln.

## Jährlicher Termin
Ursprünglich fand der Markt am Jacobitag, dem 25. Juli, und einen Tag vorher und nachher statt. Später wurde im Jahre 1761 festgelegt, dass der Markt von Dienstag bis Donnerstag nach Jacobi stattfindet. Heute findet der Markt, wie eingangs erwähnt, am letzten vollständig im Juli liegenden Wochenende von Freitag bis Dienstag statt.